# Eo biển Drake

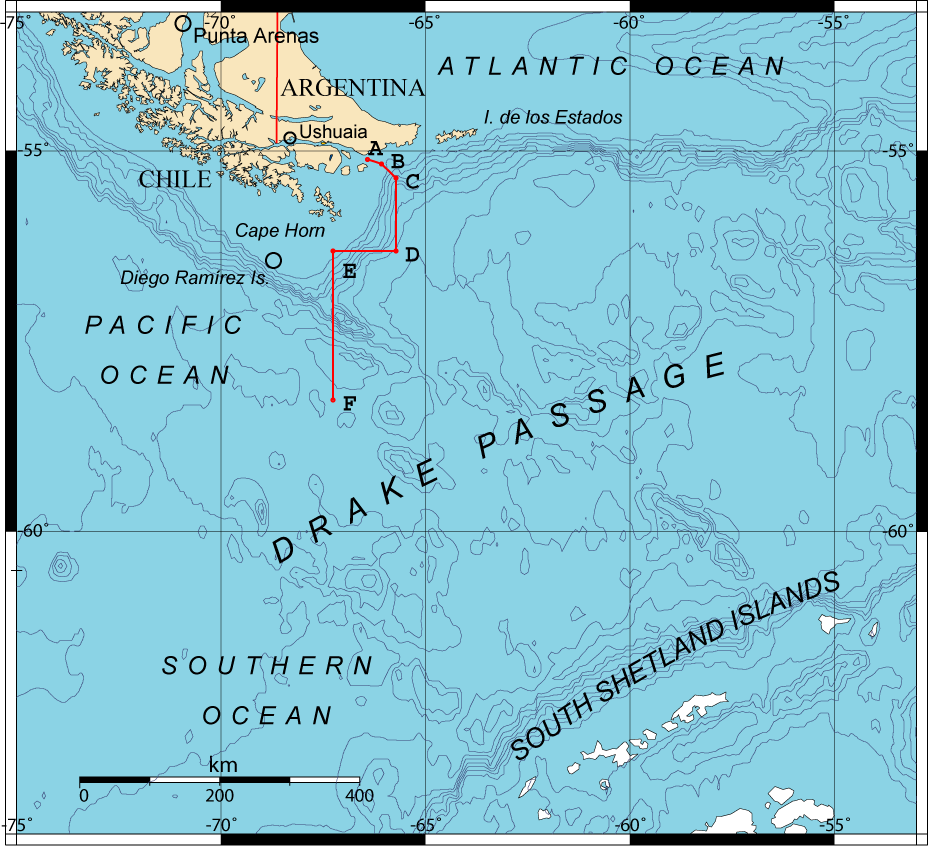
Eo biển Drake thể hiện các điểm ranh giới A, B, C, D, E và F theo Hiệp ước Hòa bình và Hữu nghị năm 1984 giữa Chile và Argentina.

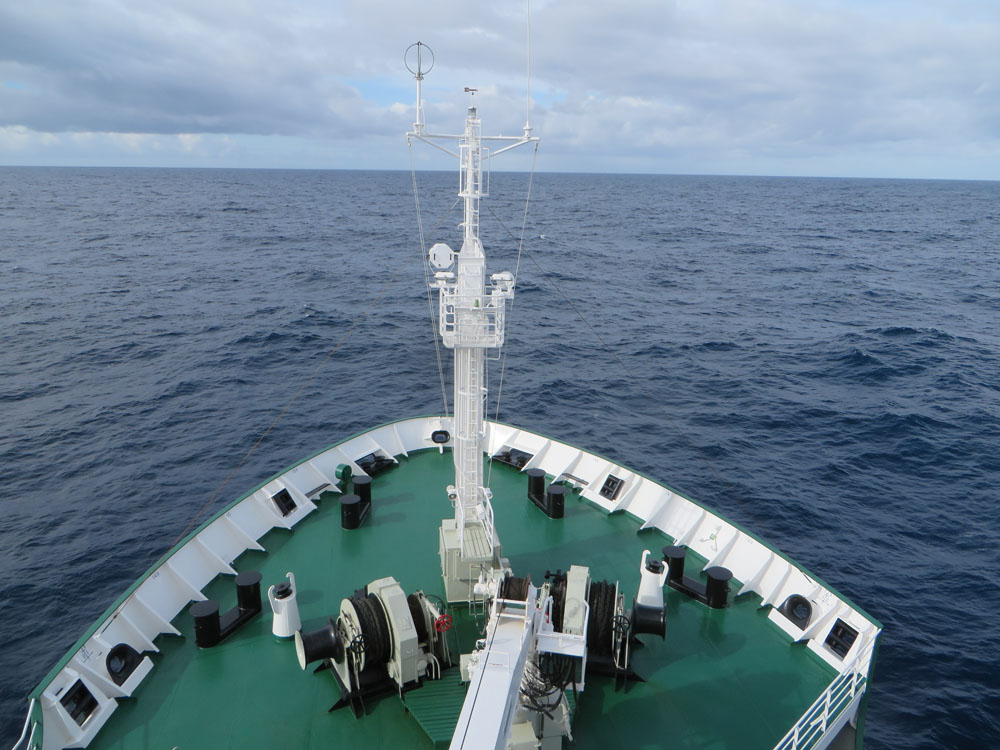
Tàu thám hiểm du lịch Akademik Ioffe đi thuyền qua eo biển Drake đến Nam Cực

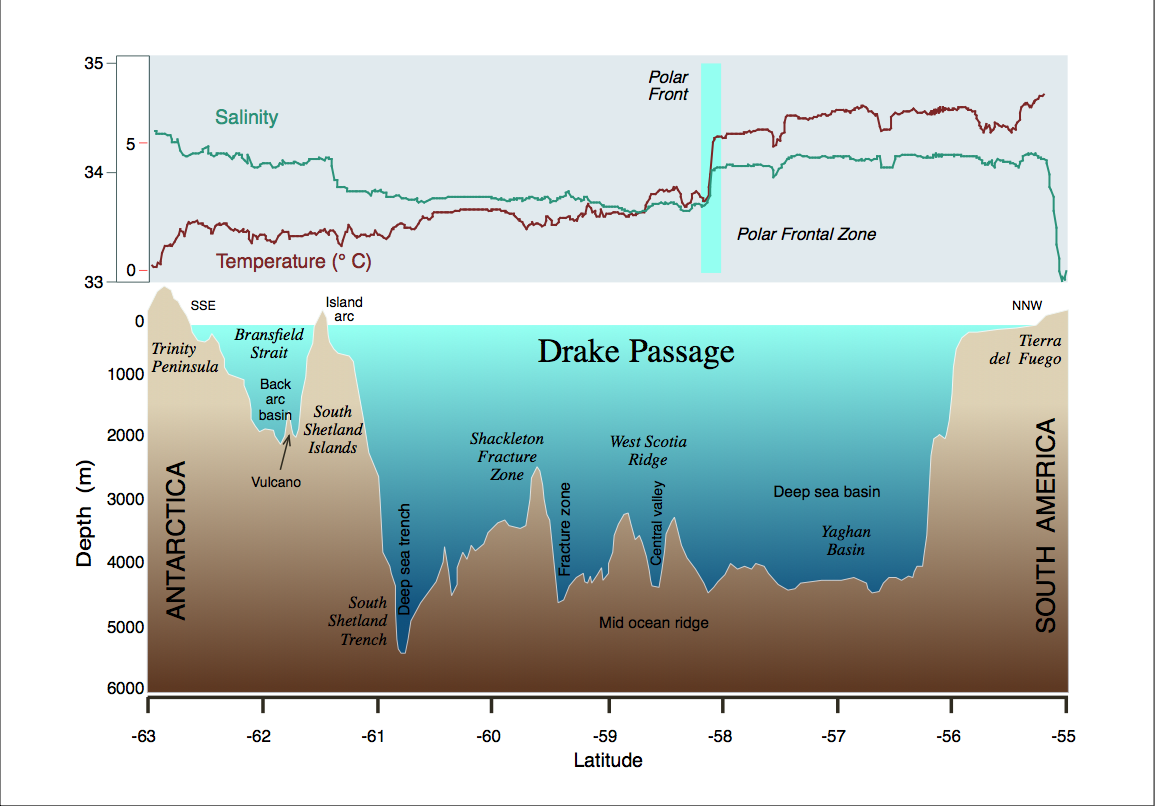
Hồ sơ độ sâu với độ mặn và nhiệt độ cho bề mặt nước biển ở eo Drake

Biển Hoces hay Eo biển Drake (tiếng Anh: Drake Passage, tiếng Tây Ban Nha: Pasaje de Drake hay Mar de Hoces) là eo biển phân cách 2 lục địa Nam Mỹ và châu Nam Cực, là khoảng nằm từ cực nam của Nam Mỹ tại Cape Horn, Chile tới điểm cực bắc của Nam Cực tại quần đảo South Shetland. Eo biển này cũng nối liền phần đông nam của Thái Bình Dương với phần tây nam của Đại Tây Dương và kề với Nam Băng Dương.

## Lịch sử
Eo biển mang tên tiếng Anh của nó từ thương nhân kiêm chỉ huy tàu truy lùng người Anh thế kỷ 16 là Francis Drake. Con tàu duy nhất còn lại của Drake, sau khi đi qua eo biển Magellan, đã bị gió thổi trôi xa về phía nam vào tháng 9 năm 1578. Sự cố này ngụ ý một vùng nước mênh mông giữa 2 đại dương là Đại Tây Dương và Thái Bình Dương.
Nửa thế kỷ trước, sau khi một cơn gió bão đẩy họ về phía nam từ lối vào eo biển Magellan, đoàn thủy thủ của nhà hàng hải người Tây Ban Nha Francisco de Hoces nghĩ rằng họ đã nhìn thấy một điểm cuối của vùng đất liền và có thể đã suy đoán ra eo biển này vào năm 1525. Vì lý do này, một số nhà sử học và các nguồn tài liệu tham khảo của Tây Ban Nha và Mỹ Latinh đã gọi nó là Mar de Hoces (nghĩa đen: biển Hoces) theo tên của Francisco de Hoces.
Chuyến đi đầu tiên qua eo biển được ghi chép lại là của tàu Eendracht, được chỉ huy bởi nhà hàng hải người Hà Lan Willem Schouten vào năm 1616, đã đặt tên cho Cape Horn trong quá trình này.
Sự quá cảnh bằng sức người đầu tiên (bằng cách chèo thuyền) qua eo biển này đã được hoàn thành vào ngày 25 tháng 12 năm 2019, bởi thuyền trưởng Fiann Paul (Iceland), thuyền phó một Colin O'Brady (Hoa Kỳ), Andrew Towne (Hoa Kỳ), Cameron Bellamy (Nam Phi), Jamie Douglas-Hamilton (Anh) và John Petersen (Mỹ).

## Địa lí
Tại khoảng cách hẹp nhất của eo biển là 800 km (500 dặm) giữa Cape Horn và Đảo Livingston ở phía bắc châu Nam Cực được xem là lối đi ngắn nhất từ châu Nam Cực đến bất kỳ vùng đất nào khác trên thế giới. Ranh giới giữa Đại Tây Dương và Thái Bình Dương đôi khi được coi là một đường thẳng được vẽ từ Cape Horn đến đảo Snow (130 km (81 dặm) về phía bắc của lục địa châu Nam Cực), mặc dù Tổ chức Thủy văn Quốc tế định nghĩa ranh giới này như là kinh tuyến đi ngang qua Cape Horn—67° 16′ W.. Cả hai đường ranh giới này đều nằm hoàn toàn trong eo biển Drake.
Ngoài ra có 2 eo biển khác xung quanh khu vực cực nam Nam Mỹ (mặc dù không đi quanh Cape Horn) là eo biển Magellan và eo biển Beagle. Chúng đều rất hẹp và có ít không gian để thao diễn tàu thuyền. Chúng cũng có thể đóng băng, và đôi khi gió ở đây thổi rất mạnh đến nỗi không có tàu/thuyền buồm nào có thể bơi ngược chiều gió. Do đó hầu hết các tàu thuyền ưa thích eo biển Drake, một vùng nước rộng hàng trăm dặm, mặc dù điều kiện đi lại cũng rất khó khăn khi gió bão và biển động thường xuyên xảy ra. Khu vực eo biển này là một vùng gió bão hoạt động mạnh do nằm gần Nam Cực, với những trận cuồng phong giá lạnh có vận tốc đạt khoảng 10 mét/giây và nhiệt độ luôn dao động từ 5 °C xuống đến -3 °C. Ngoài ra, những dòng nước biển nóng và lạnh cùng tồn tại dưới các luồng nước eo biển Drake. Sự hòa trộn hai dòng nóng lạnh trong khu vực chỉ rộng khoảng 1.000 km (không có bất cứ khối đất đá ngầm nào giảm tốc) không chỉ khiến luồng nước di chuyển mạnh hơn mà còn tạo nên hàng loạt các cơn sóng thần lớn, hoàn toàn có thể nhấn chìm tàu thuyền của người đi biển bất cứ lúc nào.
Không có vùng đất liền đáng kể nào ở vĩ độ của eo biển Drake, điều này rất quan trọng đối với dòng chảy không bị cản trở của hải lưu vòng Nam Cực mang theo những luồng nước chảy xiết với lượng nước khổng lồ lên tới 135 triệu mét khối nước mỗi giây (gấp khoảng 600 lần hải lưu của sông Amazon) qua eo và xung quanh Nam Cực.
Quần đảo Diego Ramírez nhỏ nằm khoảng 100 km (62 mi) về phía nam-tây nam của Cape Horn.
Tàu đi lại trong eo biển này thường có cơ hội tốt để nhìn thấy cá voi, cá heo và chim biển bao gồm cả hải âu và chim cánh cụt.

## Địa chất
Eo biển được biết là đã không xuất hiện khoảng 41 triệu năm trước theo một nghiên cứu hóa học về răng cá được tìm thấy trong đá trầm tích đại dương. Trước khi eo này mở ra, Đại Tây Dương và Thái Bình Dương hoàn toàn tách biệt, với Nam Cực ấm hơn nhiều và không có chỏm băng. Sự kết hợp của hai đại dương đã bắt đầu xuất hiện hải lưu vòng Nam Cực và làm lạnh đáng kể lục địa.

## Hình ảnh

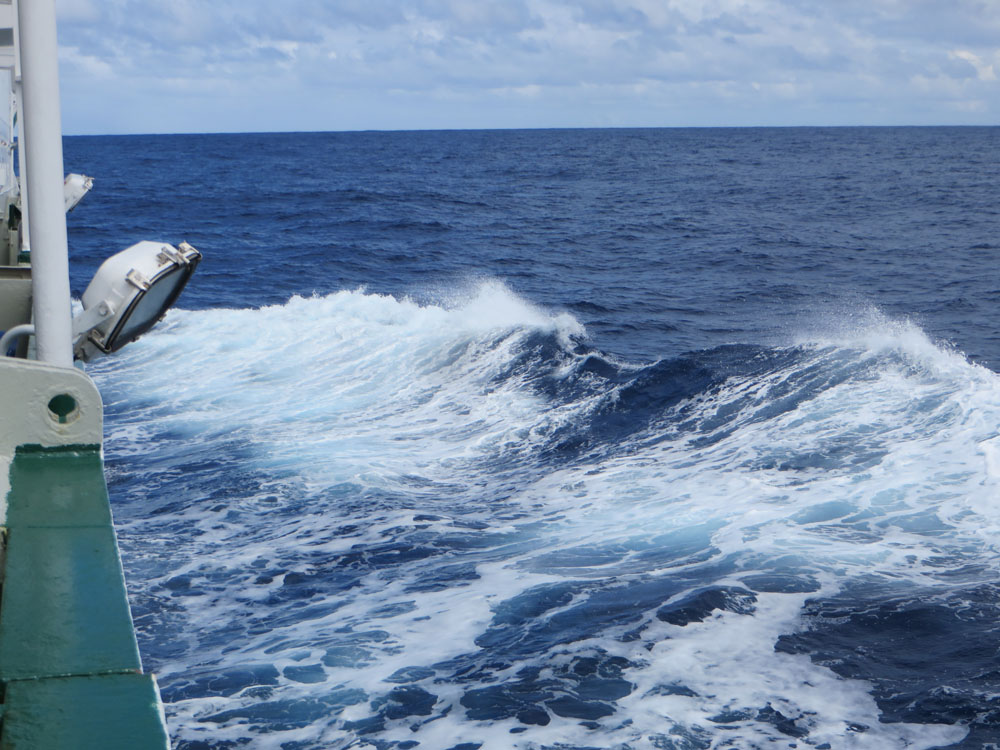
Biển động mạnh là phổ biến ở eo biển Drake
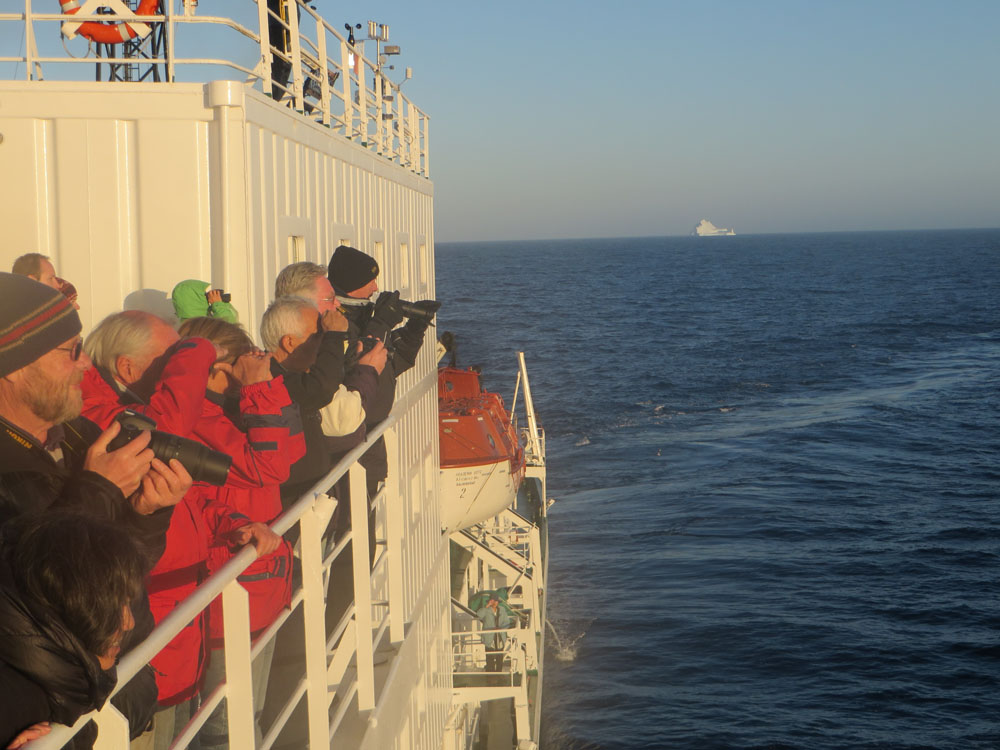
Du khách xem cá voi ở eo biển Drake
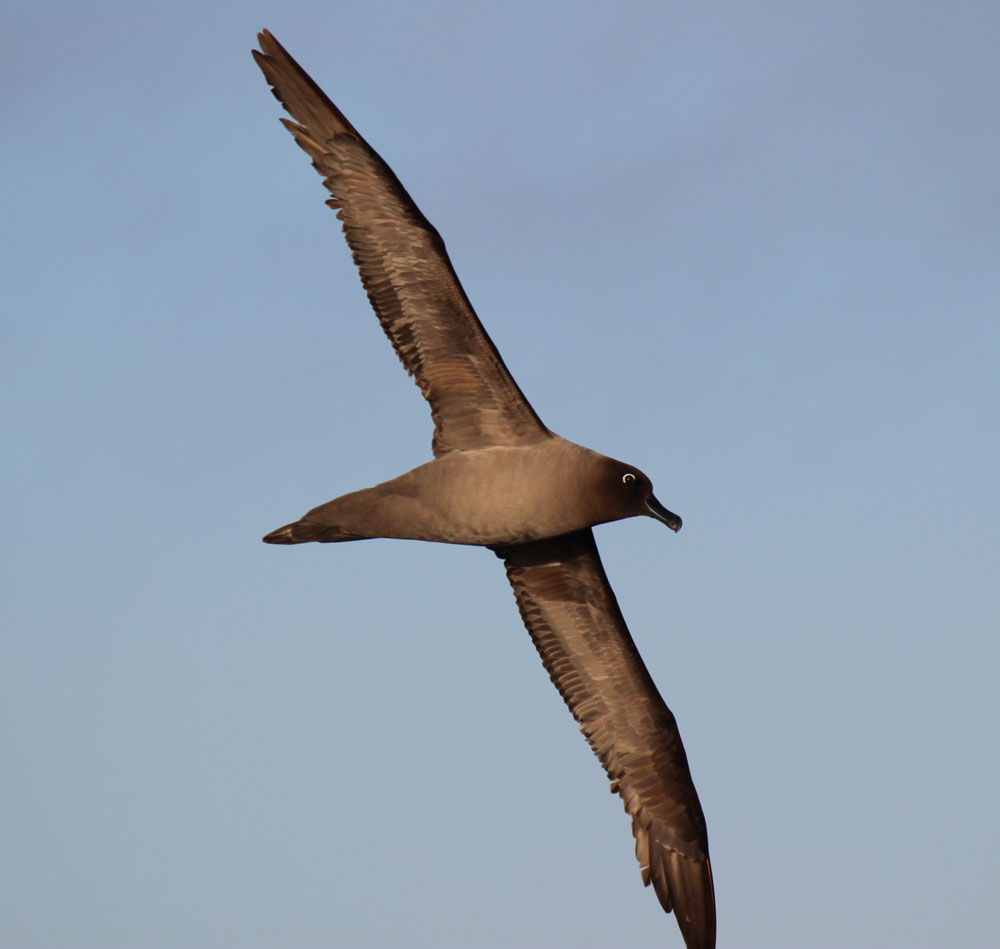
Chim biển (hải âu sooty nhẹ) bay ở eo Drake
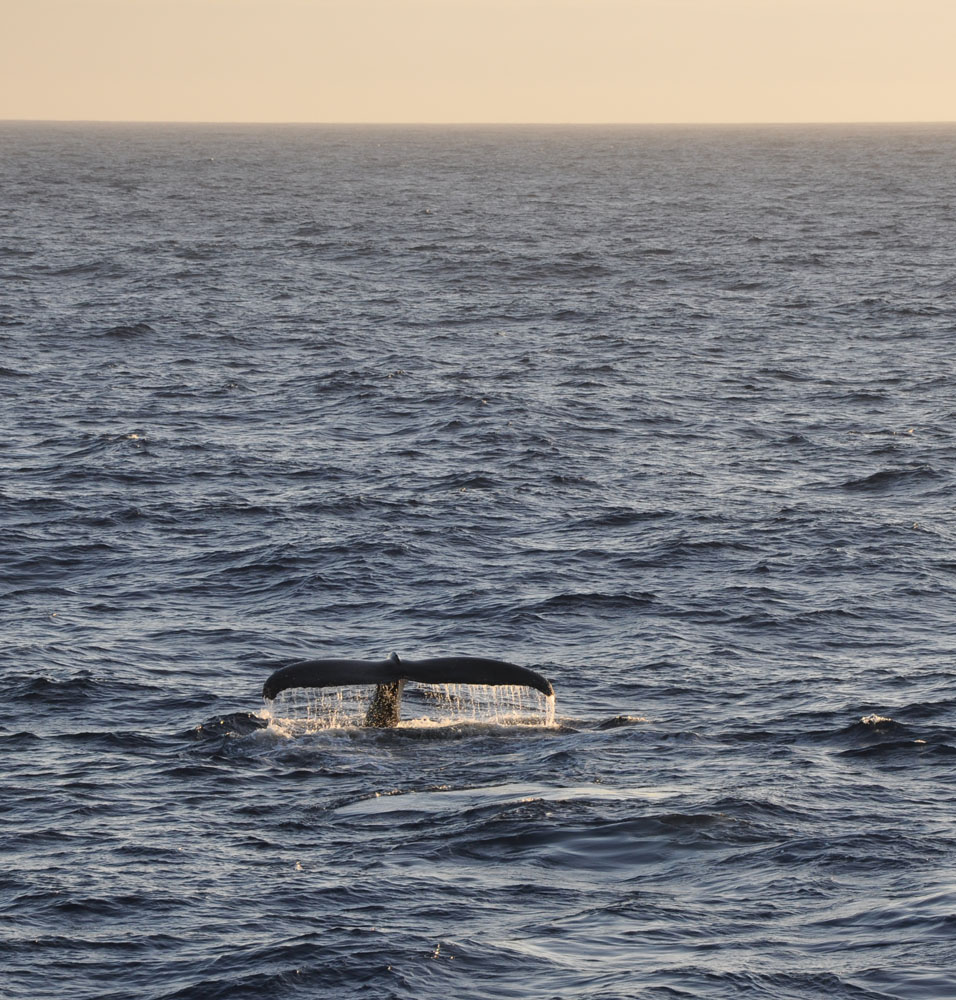
Cá voi lưng gù là một cảnh tượng phổ biến trong eo Drake
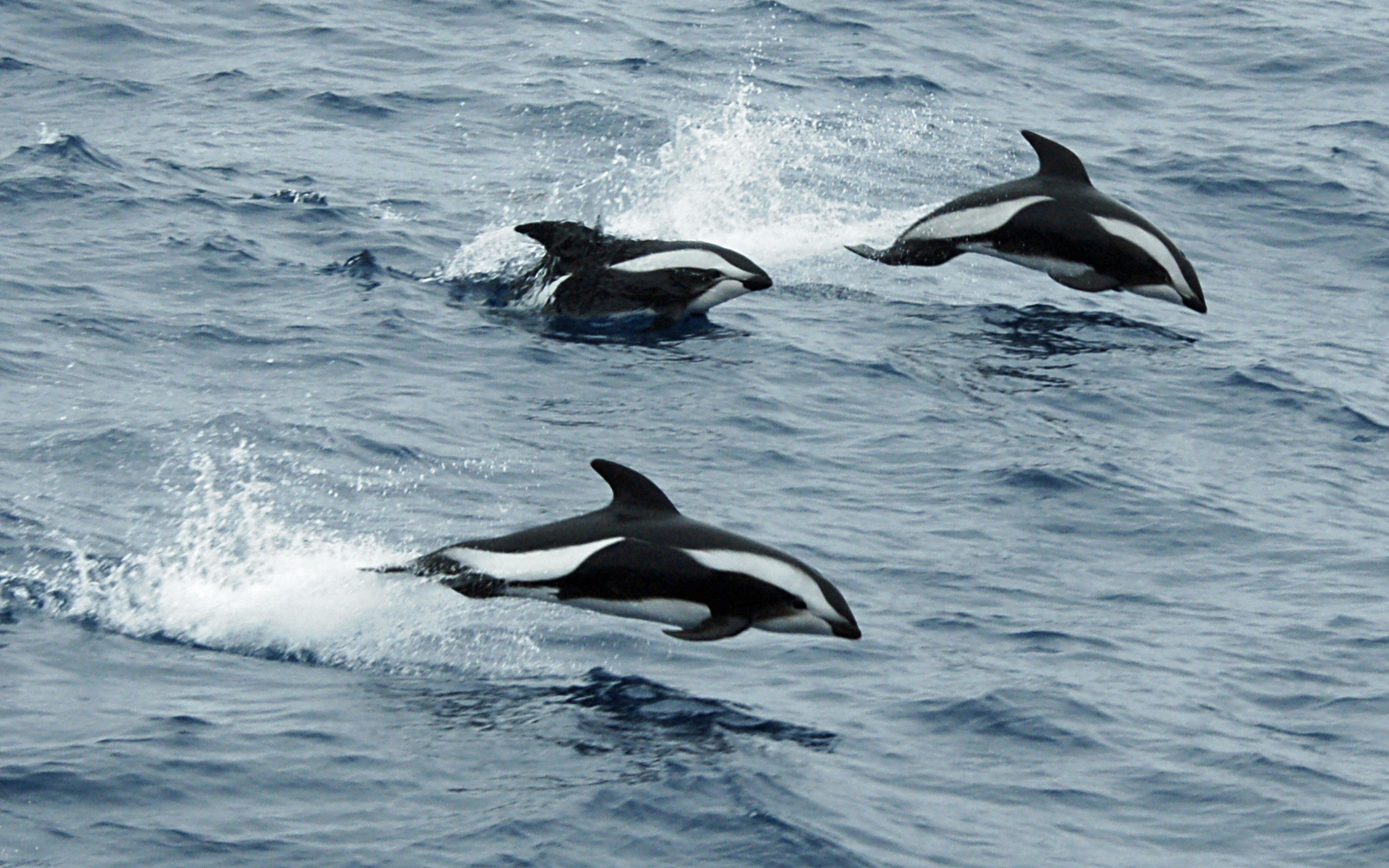
Cá heo vằn chữ thập nhảy khỏi mặt nước ở eo Drake
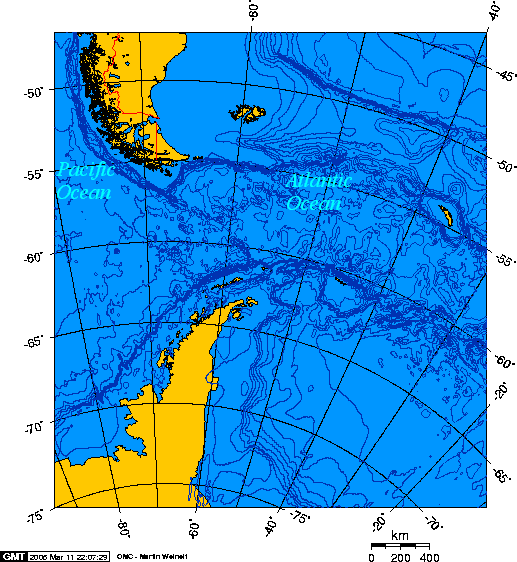
Eo biển Drake hay Mar de Hoces ngăn cách Nam Mỹ và Châu Nam Cực
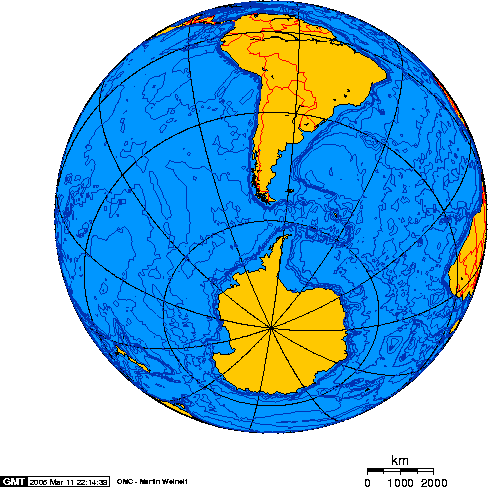
Eo biển Drake